# Iphiaulax ardens
Iphiaulax ardens är en stekelart som först beskrevs av Walker 1871.  Iphiaulax ardens ingår i släktet Iphiaulax och familjen bracksteklar. Inga underarter finns listade i Catalogue of Life.